# بولوا
بولوا (به لاتین: Bolva) یک رود در روسیه است که در استان کالوگا واقع شده‌است.